# Brinckochrysa nachoi
Brinckochrysa nachoi is een insect uit de familie van de gaasvliegen (Chrysopidae), die tot de orde netvleugeligen (Neuroptera) behoort. 
Brinckochrysa nachoi is voor het eerst wetenschappelijk beschreven door Monserrat in 1977.